# Ranxera
La ranxera és un tipus de música tradicional mexicana, en què els cantants s'acompanyen amb guitarres, violins, un contrabaix (o més aviat un guitarró mexicà de sis cordes) i acordions. Encara que sovint s'associa amb la música mariatxi que es va originar a Jalisco durant l'època post-revolucionària, la música ranxera té un caràcter més popular i és interpretada per molts grups de música contemporanis coneguts a Mèxic com a norteños o duranguenses.
La música ranxera es va original com a símbol de la nova consciència nacional i del folklore mexicà que va emergir arran de la Revolució Mexicana i en contraposició als estils i gustos europeus de la burgesia i l'aristocràcia de l'època. Els temes de la música ranxera al llarg de la història han estat el patriotisme, l'amor i la naturalesa. Aquest tipus de música es coneix com a "ranxera" atès que es va originar als ranxos del Mèxic rural.
Els ritmes són 3/4, 2/4 o 4/4 (influències del vals popular, la polca i el bolero respectivament). La majoria de les cançons estan escrites en una tonalitat major i contenen una introducció, estrofes i una tornada, així com una secció instrumental. A més dels instrumentes tradicionals, la música ranxera sovint inclou trompetes i trompetess. El patró musical de la música ranxera és a/b/a/b.
Probablement el compositor i cantant més famós de la música ranxera és Vicente Fernández; altres compositors importants són Felipe Valdez i Antonio Aguilar.